# モヒリーウ・ポジーリシキー
モヒリーウ・ポジーリシキー（ウクライナ語: Могилів-Подільський）はウクライナのヴィーンヌィツャ州モヒリーウ地区にある都市。ドニステル川、デルラ川、ネミヤ川の河岸に位置する。都市の高さは海抜79 mである。面積は21.63 km²。人口は29,925人 (2022年1月1日)。
モヒリーウ・ポジーリシキーは1595年に創建された。1743年に自治権を獲得した。1796年に市制施行された。
市内ではモヒリーウ・ポジーリシキー駅がある。首都キエフまでの直線距離は296 kmであるが、鉄道で382 km、車道で378 kmとなっている。州庁所在地までの直線距離は100 km、鉄道で161 km、車道で121 kmとなっている。モヒリーウ・ポジーリシキーの日は、8月24日となっている。

## 姉妹都市
- バフムート、ウクライナ
- コジャーティン、ウクライナ
- Końskie、ポーランド
- Połaniec、ポーランド
- Środa Wielkopolska、ポーランド
- バルツィ、モルドバ
- ピテシュティ、ルーマニア
- Šaľa、スロバキア
- カヴリーリア、イタリア

## 参考文献

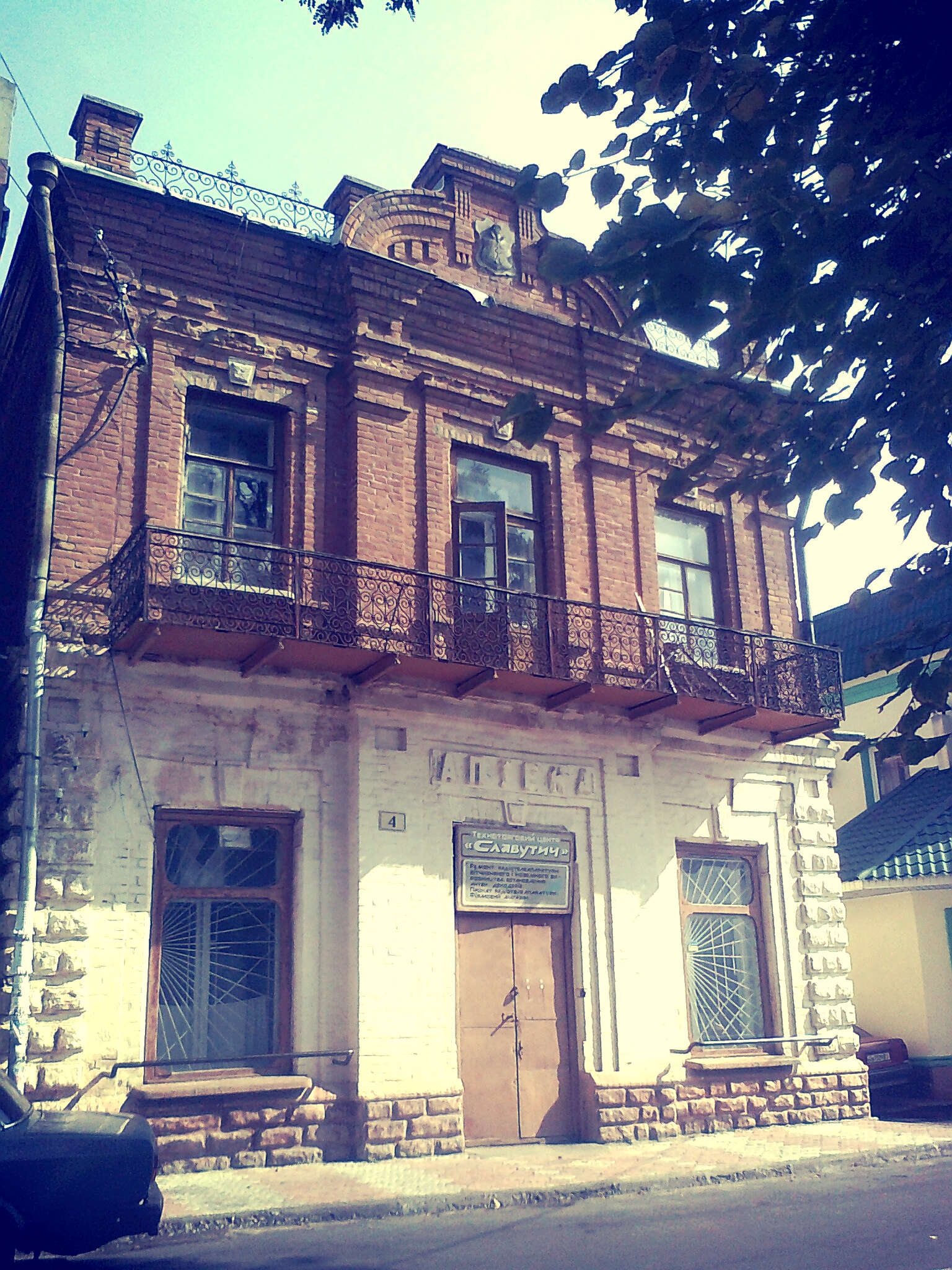
Памятка архітектури 19 ст.
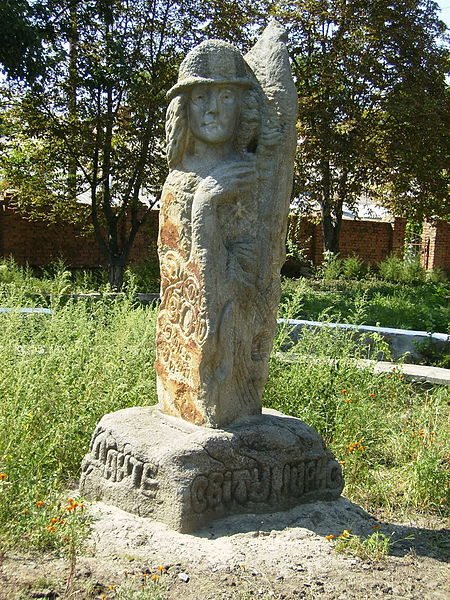
Пам'ятник Джону Леннону (один з 3 в світі)
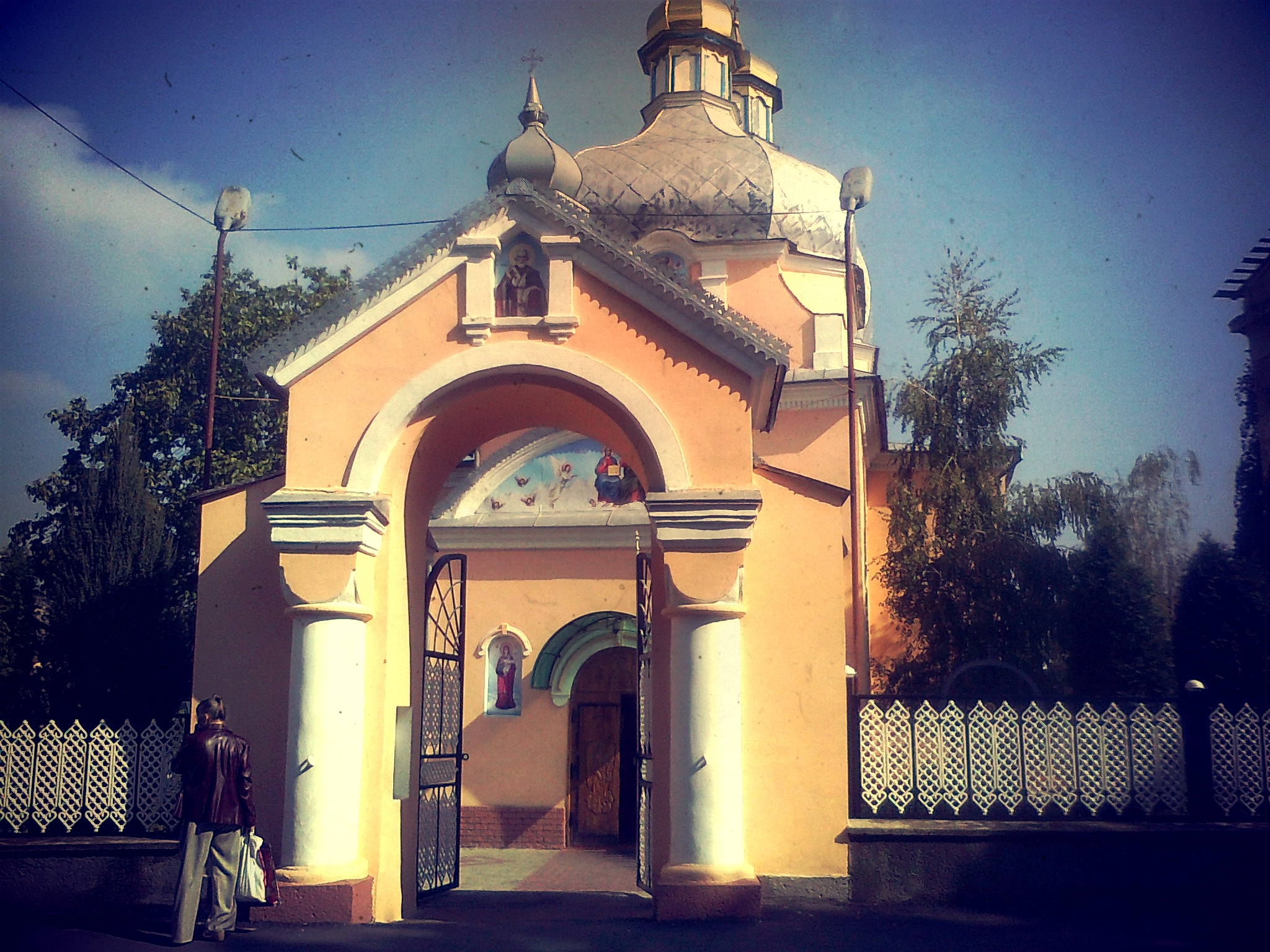
Миколаївська церква
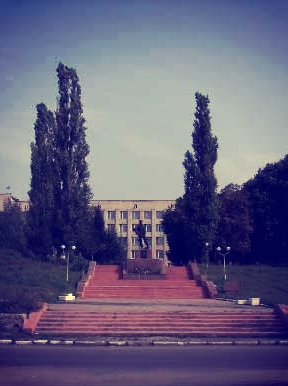
Пам'ятник Національноу герю Італії М.Буянову
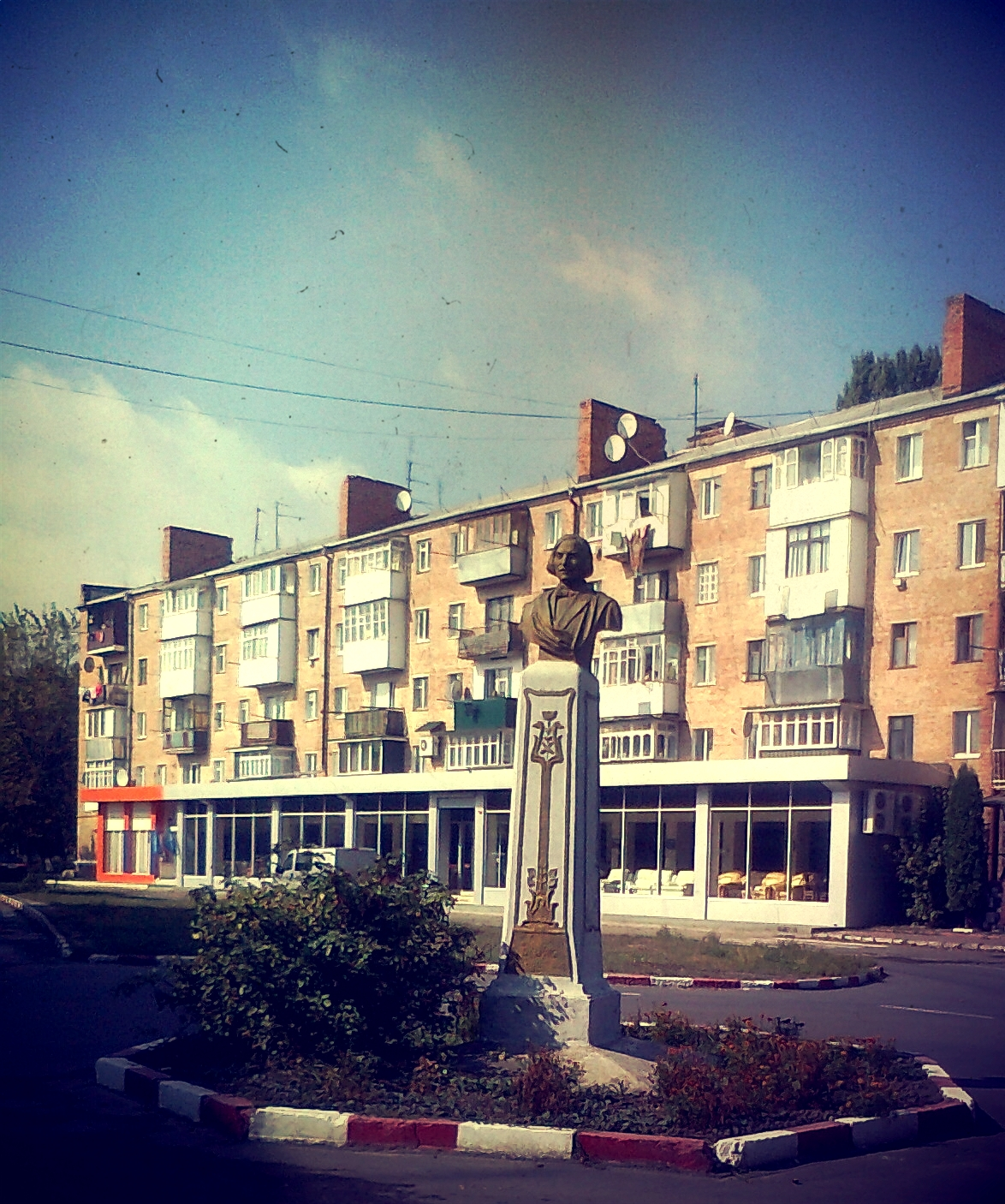
Пам'ятник Миколі Гоголю
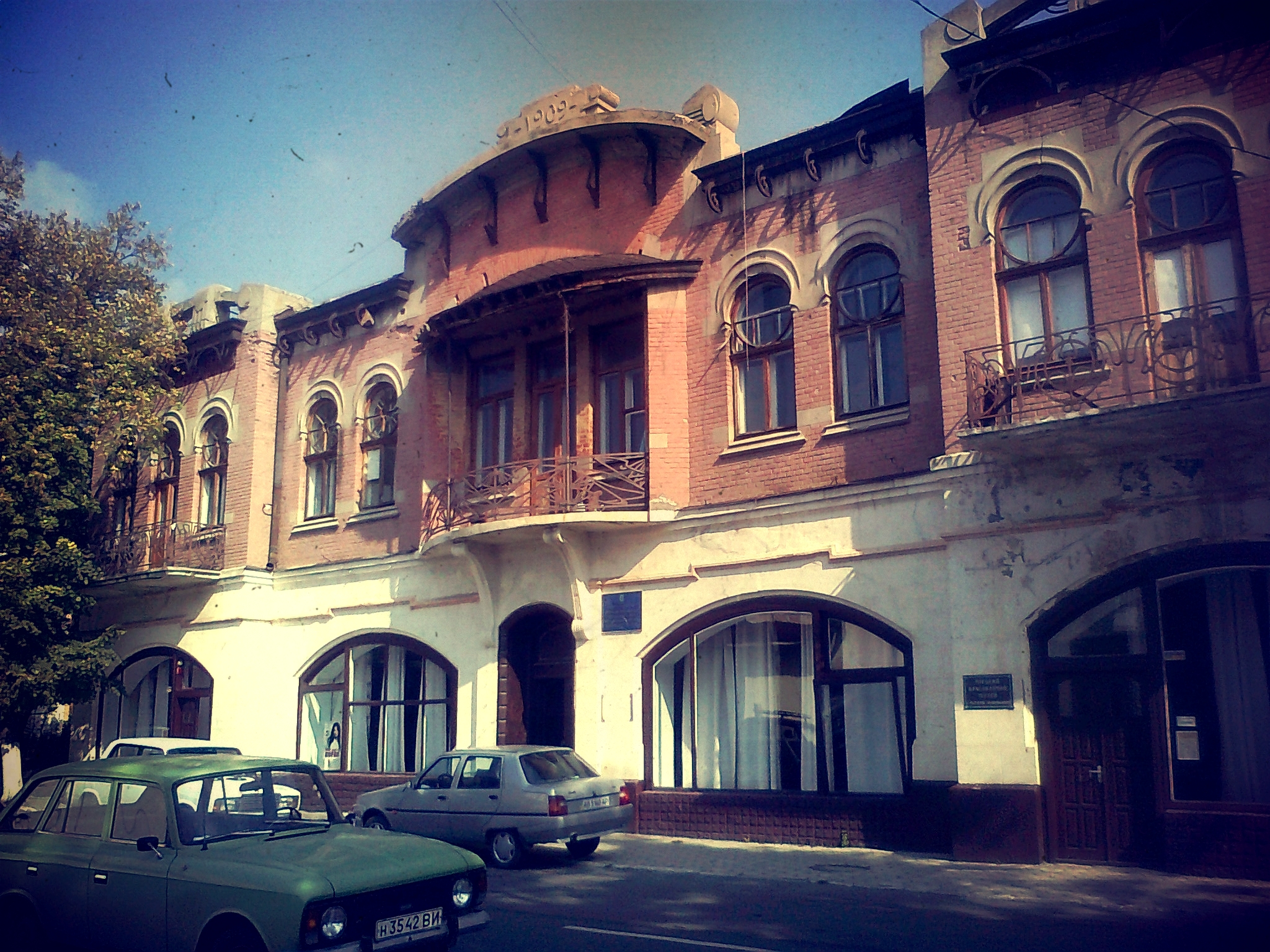
Торгівельний комплекс купця
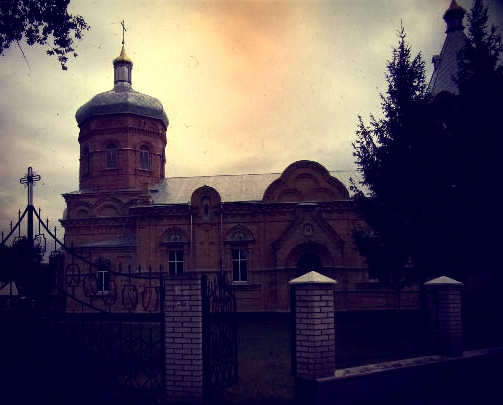
церква Св. Олександра Невського
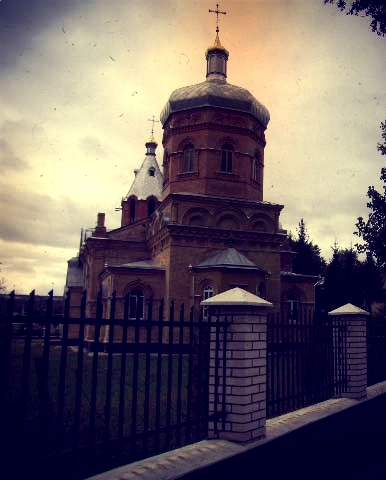
Церква Св.Олександра Невського
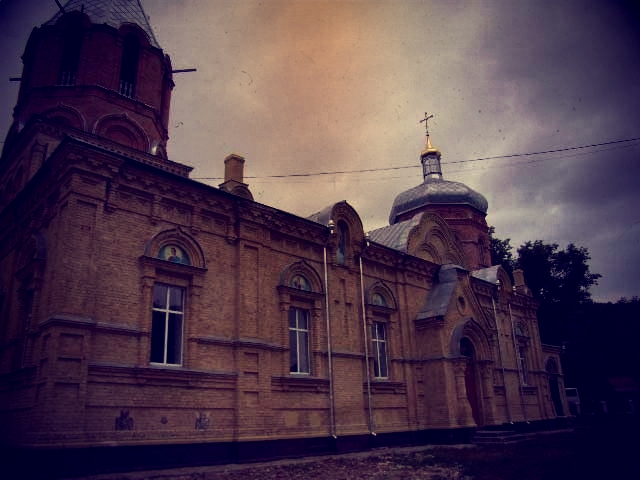
Цервка Св. Олександра Невського
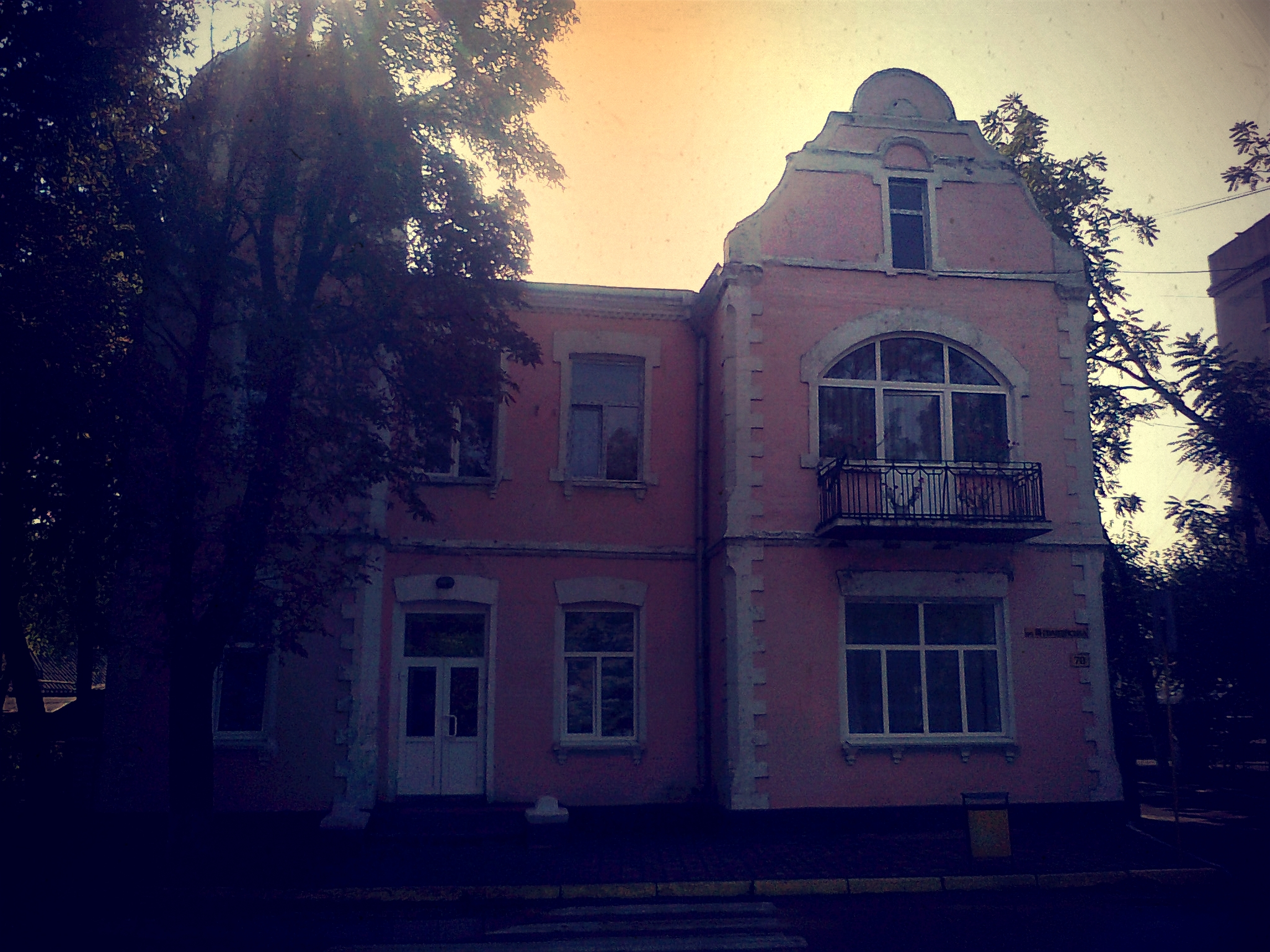
Пам'ятка архітектури
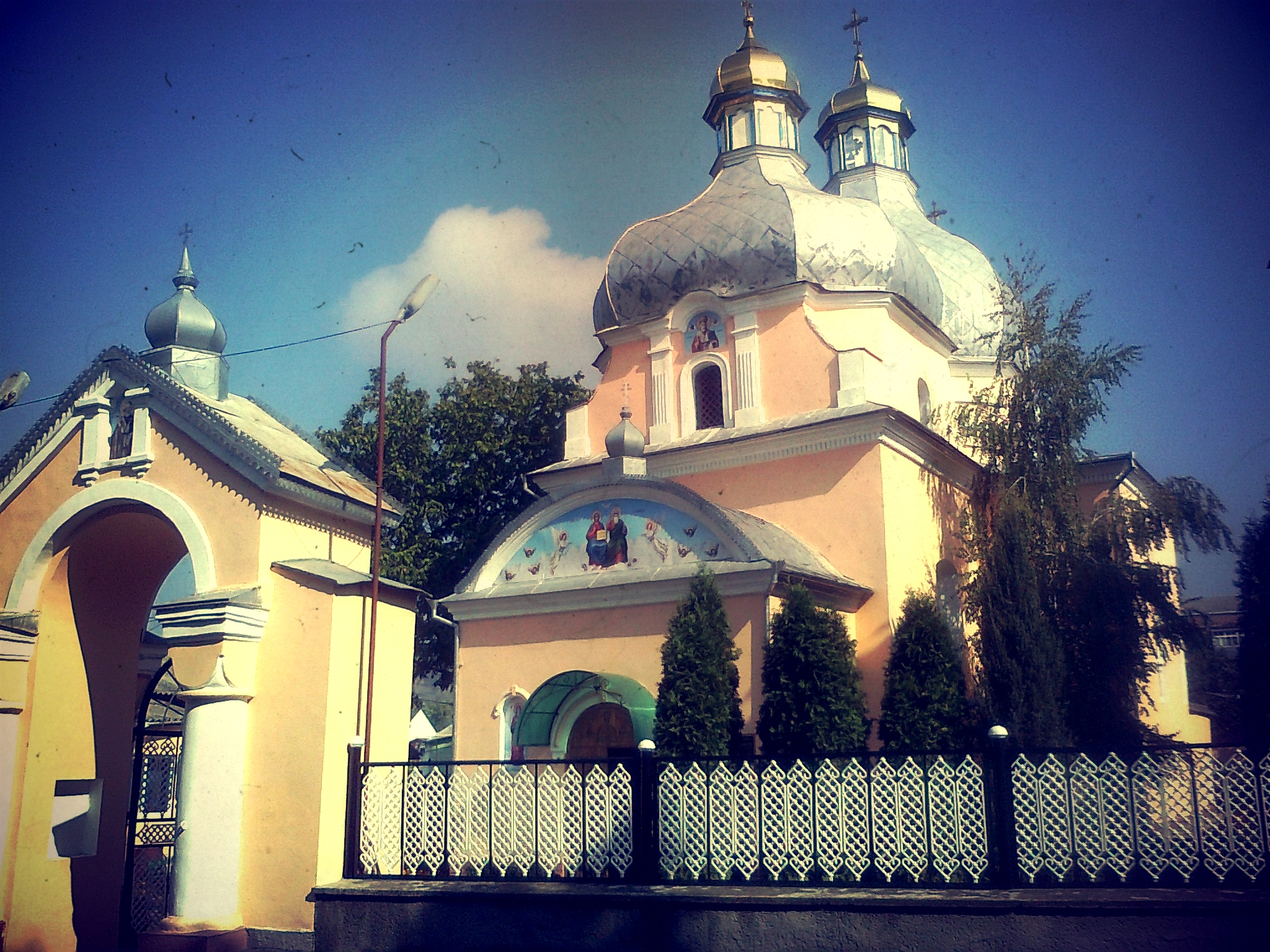
Миколаївська церква